# Amorpha paniculata
Amorpha paniculata är en ärtväxtart som beskrevs av John Torrey och Asa Gray. Amorpha paniculata ingår i släktet segelbuskar, och familjen ärtväxter. Inga underarter finns listade i Catalogue of Life.